# Global Compact
„Global Compact je dobrovolná iniciativa pod záštitou Organizace spojených národů, jejímž cílem je rozvíjet a podporovat adekvátní praktiky v podnikatelské sféře a sdílení nových zkušeností v oblasti lidských práv, práce a životního prostředí, tím, že se podniky zaváží k dodržování deseti všeobecně přijímaných principů.“ „Podniky, jakožto hlavní hnací síla globalizace, tak mohou pomoci zaručit, že trh, obchod a finance budou ku prospěchu všech a přispějí k dlouhodobě udržitelnému globálnímu hospodářství.“
UN Global Compact byl zahájen 31. ledna 1999 generálním tajemníkem OSN Kofi Annanem na Světovém ekonomickém fóru v Davosu. Projekt byl spuštěn 26. července 2000 a sídlem se stal New York. Současným ředitelem Global Compactu je Georg Kell.
Deset principů této mezinárodní iniciativy vzešlo ze závazků vlád členských zemí a zároveň vychází ze Všeobecné deklarace lidských práv, „Základních principů a práv pracujících“ vydaných Mezinárodní organizací práce, „Deklarace z Rio de Janeira o životním prostředí a rozvoji“ a z „Úmluvy OSN proti korupci“.
Iniciativa UN Global Compact byla vytvořena jako dobrovolná platforma. Obchodní společnost, která zastává tyto všeobecně uznávané principy, je vyzvána, aby dodala určité doklady, např. výroční zprávu, či další veřejné dokumenty. Je povinná předložit dokument COP (Communication on Progress), veřejný seznam akcionářů (stakeholderů) a ukázat, jak postupuje při plnění deseti principů. COP také musí být zveřejněný na webových stránkách UN Global Compact. Společnost, která tak neučiní do jednoho roku, bude ze seznamu spřízněných firem vyškrtnuta. Ke květnu 2014 bylo z těchto důvodů vyškrtnuto zhruba 4000 firem.
K roku 2014 se k UN Global Compact připojilo na 12 000 firem z více než 145 států světa, což z ní činí největší dobrovolnou firemní platformu na světě.

## Deset principů
Význam UN Global Compactu byl vyjádřen v deseti základních principech v oblasti lidských práv, pracovních podmínek, životního prostředí a korupce.
Lidská práva
- Princip 1: „Podniky by měly podporovat a respektovat ochranu mezinárodně uznávaných lidských práv (v rámci svého působení).“
- Princip 2: „Podniky by měly zajistit, že neporušují lidská práva.“

Pracovní podmínky
- Princip 3: „Podniky by měly dodržovat svobodu sdružování se a skutečné uznání práva na společné vyjednávání.“
- Princip 4: „Podniky by měly podporovat odstranění všech forem násilné a nucené práce.“
- Princip 5: „Podniky by měly podporovat účinné odstranění dětské práce.“
- Princip 6: „Podniky by měly podporovat odstranění diskriminace týkající se zaměstnání a povolání.“

Životní prostředí
- Princip 7: „Podniky by měly podporovat preventivní postoj ke změnám životního prostředí.“
- Princip 8: „Podniky by měly převzít iniciativu k tomu, aby podporovaly větší odpovědnost vůči životnímu prostředí.“
- Princip 9: „Podniky by měly podpořit rozvoj a šíření ekologicky nezávadných technologií.“

Protikorupční opatření
- Princip 10: „Podniky by měly bojovat proti všem formám korupce, včetně vydírání a podplácení.“[4]

## Řídící struktura Global Compactu
V začátcích Global Compactu (GC) byla jeho řídící struktura poměrně jednoduchá a nezávislá. V letech 2002 – 2004 řídil iniciativu Poradní sbor, který se skládal z 20 osob. Šlo převážně o osoby pracující v oblasti byznysu, členy vlády a členy jednotlivých občanských sdružení, kteří byli do funkce jmenovaní Generálním tajemníkem OSN. Poradní sbor se scházel dvakrát za rok a pomáhal Generálnímu tajemníkovi rozvíjet cíle GC a zachovávat integritu této platformy. V roce 2004 požádal Generální tajemník OSN o revizi vedení GC. Nová řídící struktura vznikla v roce 2006. Je složitější a komplexnější. V současnosti je GC řízen pomocí rozhodnutí těchto 7 seskupení:
- Výbor Global Compactu (the Global Compact Board)
- Úřad OSN pro Global Compact (the UNGC Office)
- Lokální sítě (the Local networks)
- Každoroční fórum lokálních sítí (the Annual Local Networks Forum)
- Summit lídrů Global Compactu (the Global Comapct Leaders´ Summit)
- Mezirezortní tým (the Inter-Agency Team)
- Dárcovská skupina Global Compactu (the Global Compact Donor Group)

I když se všechny tyto složky podílejí na řízení, rozhodující slovo a vládní dozor náleží Výboru a Úřadu Global Compactu.

### Výbor UN Global Compactu
Zformování výboru do dnešní podoby byl zdlouhavý a proměnlivý proces. Z původních dvaceti členů, kteří tvořili někdejší Poradní sbor, se dnešní výbor rozrostl o 12 nových členů. Až jedenáct z nich pracuje v oblasti obchodu, a to vede k tomu, že v současnosti má ve Výboru GC rozhodující hlas právě byznys.
Současný výbor GC se skládá z 32 členů:
- 20 členů z oblasti obchodu
- 4 členové z mezinárodních organizací práce nebo obchodních organizací
- 4 členové z občanské společnosti
- 4 ex – officio členové (ex-officio = z titulu své funkce v jiném orgánu)[8]

## Historie Global Compactu
Začátky vzniku globálních kodexů podobných Global Compactu, jejichž cílem bylo koordinovat mezinárodní obchodní aktivity, sahají do 70. let 20. století. Předchozí snahy OSN spojit se se soukromým sektorem souvisí se vznikem Centra OSN pro nadnárodní korporace, které bylo založeno v roce 1974. Kvůli odporu jednotlivých vlád rozšířit pravomoci OSN až na nadnárodní společnosti, toto centrum v roce 1992 zaniklo. Pokusy OSN kontrolovat chování nadnárodních společností prostřednictvím kodexů ještě více snížily šance organizace začlenit se do obchodního společenství. Situace mezi OSN a nadnárodními společnostmi se začala zlepšovat až začátkem 90. let.
Caux Round Tables Principles
Za předchůdce Global Compactu někteří lidé považují Caux Round Table Principles, které byly přijaty v roce 1994 ve Švýcarsku. Byl to první mezinárodní kodex obchodní etiky vypracovaný obchodními lídry z Evropy, Japonska a USA. Principy vycházely ze dvou hlavních ideálů: ideálu lidské důstojnosti a ideálu Kyosei (japonská filozofie, která vyzdvihuje myšlenku: „Žít a pracovat společně pro společné blaho“). Principy se skládaly z pěti bodů a týkaly se :
- Povinností obchodních firem
- Ekonomického a sociálního dopadu byznysu
- Obchodního chování
- Respektování pravidel – mezinárodních i domácích
- Podpory multilaterálního obchodu[10]

Podobné principy, které vznikaly z důvodu zavedení práv obchodu, byly Sullivanovy principy v jižní Africe z roku 1977, Macbrideovy principy v Severním Irsku z roku 1984, týkající se pracovního práva, nebo CERES principy z roku 1989, týkající se životního prostředí.

### Cesta ke Global Compactu
Potřeba vytvoření kodexu morálních principů, které by platily v oblasti obchodování, narůstala přímo úměrně s globalizací. V jejím důsledku docházelo k situacím, kdy nadnárodní společnosti zadávaly svoje objednávky subdodavatelům v rozvojových zemích, kde často docházelo k porušování lidských práv. Společnosti nenesly žádnou odpovědnost za činy těchto subdodavatelů, a tak se veřejnost začala domáhat jednotných pravidel světové ekonomiky. Koncem 90. let se byznys nadnárodních korporací rozrostl do takové míry, že narušil suverenitu národních států. Národní právo už nebylo schopné dohlížet na nadnárodní korporace, které měly svoje závazky v desítkách jiných zemí. S řešením této situace přišel Generální tajemník OSN Kofi Annan v roce 1999 na Světovém ekonomickém fóru v Davosu, ve Švýcarsku. Jeho hlavní představou bylo „dát světové ekonomice lidskou tvář“. Svou představu odůvodnil slovy: „Národní trhy drží spolu díky společným hodnotám. Tváří v tvář ekonomické změně a nejistotě lidé vědí, že když přijde na nejhorší, mohou se spolehnout na naději, že určité minimální standardy zvítězí. Ale na světovém trhu lidé ještě jistotu nemají. Dokud ji mít nebudou, světová ekonomika bude nestabilní a náchylná – náchylná k prudkému odporu ke všem ‚-ismům‘ našeho světa po studené válce: protekcionismu, populismu, nacionalismu, etnickému šovinismu, fanatismu a terorismu.“ (Annan, 1999) Vystoupení K. Annana na fóru v Davosu se považuje za vznik Global Compactu.

## Podmínky zapojení a členství

### Podmínky zapojení
Global Compact je iniciativou, která se snaží být přístupná širokému spektru organizací, a proto podmínky samotného členství nejsou náročné. Aby se firma stala členem Global Compactu, musí splnit 3 základní podmínky:
1. Výkonný ředitel společnosti musí poslat dopis Generálnímu tajemníkovi OSN, ve kterém vyjádří podporu GC.
2. Následně výkonný ředitel zveřejní vyhlášení, ve kterém podpoří GC a jeho 10 principů a veřejně bude GC obhajovat.
3. Firma musí každoročně dodat zprávu o pokroku a konkrétních akcích, které uskutečnila v souladu s deseti principy GC.

### Podmínky členství – COP (Communication on Progress)
Základní a jedinou podmínkou, kterou musí společnost splnit, aby setrvala v GC, je každoročně vydávat tzv. Communication on Progress (COP), což je zpráva o pokrocích, které firma udělala, aby podpořila a uplatnila hlavní principy GC. Tuto zprávu musí napsat každá firma samostatně a musí obsahovat informace o pokrocích ve 4 hlavních oblastech, které jsou: životní prostředí, lidská práva, pracovní práva a protikorupční opatření. U každé oblasti si společnost může vybrat jeden princip, na kterém bude následující rok pracovat. První zprávu musí firma, podle aktuálních podmínek GC, zaslat do jednoho roku od jejího vstupu. Tato zpráva musí obsahovat informace o aktivitách firmy jen ve dvou z výše uvedených oblastí. Do pěti let se však tato povinnost rozšíří na všechny čtyři hlavní kategorie.
Do 1. července roku 2009 platilo, že firma, která neposkytla zprávu do jednoho roku, byla označená za „neaktivní“. Nepředložení zprávy do dvou let znamenalo, že firma byla považovaná za „nekomunikující“, a až po třech letech byla vyloučená z Global Compactu. Od července 2009 se tato procedura zkrátila. Podle nových pravidel je společnost, která do jednoho roku nezveřejní zprávu o pokrocích, automaticky vyřazena z GC.
V březnu 2010 přijal Výbor Global Compactu roční moratorium na vyloučení společnosti z GC s odůvodněním, že roční lhůta je velmi přísná, zvláště pro země, které nejsou členy G20, ani OECD. V daných zemích, podle Výboru, chybí nezbytné prostředky ke splnění tohoto požadavku ve stanoveném limitu. Následně Výbor přijal do GC zpět všechny firmy, které byly od 1. ledna 2010 vyloučeny.

## Financování Global Compact
Fungování Global Compact mají na starosti dvě instituce – Úřad OSN pro Global Compact a Nadace OSN pro Global Compact. Náklady spojené s činností Global Compact jsou rozděleny na dvě skupiny podle účelu, zdrojů a způsobu financování. Finanční podpora je zajišťována pomocí ročních dobrovolných příspěvků od veřejného a od roku 2006 soukromého sektoru.
Úřad OSN pro Global Compact spravuje příspěvky jednotlivých států pomocí svěřeneckého fondu OSN, kterými hradí např. platy zaměstnanců a provozní náklady. Aktivity úřadu tedy nejsou hrazeny z rozpočtu OSN.
V roce 2006 byla založena Nadace OSN pro Global Compact, která se stará o správu příspěvků od dárců ze soukromého sektoru. Dárcem se může stát kdokoliv, kdo se podílí na iniciativě Global Compact, ať už se jedná o podnik, nadaci či jednotlivce.
Finanční příspěvky jsou stanoveny podle ročních tržeb podniku:
| Roční tržby (USD)  | Finanční příspěvek (USD) |
| ------------------ | ------------------------ |
| méně než 50 mil.   | 250                      |
| 50 – 250 mil.      | 2 500 – 5 000            |
| 250 mil. – 1 mild. | 5 000 – 10 000           |
| 1 mild. - 5 mild.  | 10 000 – 15 000          |
| více než 5 mild.   | 15 000 +                 |

Nadace OSN pro Global Compact je nezisková organizace, a tak jsou příspěvky v závislosti na daňových zákonech jednotlivých zemí daňově uznatelné. Nadace byla zřízena jako zdroj financování propagačních akcí, publikací, výzkumů a další aktivit pomáhajících zvýšit povědomí o Global Compact. Na činnost nadace dohlíží 3 členové: Sir Mark-Mood Stuart z oblasti podnikání, James V. Kearney z mezinárodní advokátní kanceláře a Oliver F. Williams z akademické obce.
Od 26. července 2000 vzrostl počet účastníků na více než 12 000, včetně více než 8000 firem z přibližně 145 zemí po celém světě. Celková výše finančních příspěvků za rok 2013 byla 18,332,751 USD, přičemž podíl soukromého sektoru na financování Global Compact je několikanásobně vyšší než podíl veřejného sektoru – soukromý sektor přispěl dohromady 14,661,630 USD. V současné době nejsou k dispozici specifické informace o příspěvcích jednotlivých zemí, ale celková výše příspěvků veřejného sektoru za rok 2013 byla 3,671,121 USD.

## Kritika Global Compactu
Největší kritika Global Compactu spočívá v jeho neschopnosti vynutit principy a cíle od zapojených korporací, což by mělo být jejím hlavním úkolem.
Korporace často zneužívají Global Compact, jako nástroj na vylepšení své reklamy.
Surya Deva, profesor na univerzitě v Hongkongu, kritizuje 10 principů jako nedostatečné a vágní. Navrhuje, aby Global Compact podporoval jiné principy, například ty, zaměřené přímo na zisk. Také doporučuje přijmout společnosti z krajin třetího světa, aby byl Global Compact skutečně globální platformou.

### Kritika zevnitř
Mnoho vysoce postavených úředníků Organizace spojených národů kritizuje Global Compact. David Andrews, pověřený kontrolou vody a potravy, se vyjádřil tak, že by raději viděl domov Global Compactu na Valném shromáždění OSN, než jako kontrolované a ovlivňované velkými vodárenskými společnostmi.
Autoři Peter Utting a Ann Zammit z UNRISD (United Nations Research Institute for Social Development) vyčítají Global Compactu nedostatek kritického myšlení a malý intelektuální pluralismus.
Sám výkonný ředitel Global Compactu Georg Kell říká, že je potřeba Global Compact očistit od černých pasažérů. Také připomíná, že v Global Compactu je pouze 10% mezinárodních korporací a jen 5% firem je na pokročilé úrovni.
Na druhou stranu, jsou vidět kroky, které přispívají ke zlepšení povědomí o Global Compactu. Do roku 2012 Global Compact vyhodil 3000 členů, kteří mohli zneužívat svoje členství.

### Global Compact Critics
Stránka Global Compact Critics (http://globalcompactcritics.blogspot.cz/) sdružuje názory a novinky o kritice Global Compactu. Upozorňuje hlavně na neexistující mechanismy vynucení 10 principů Global Compactu, ale taky na sporné korporace, které patří do Global Compactu.

### Global Compact Compliance Watch
Jedná se o dobrovolný blog, který kontroluje korporace zapojené do Global Compactu a jejich chování vůči veřejnosti, jelikož existuje šance, že korporace používají členství v Global Compactu jako nástroj na zlepšení vlastní image.

### Kontroverze
Následující korporace, které patří do Global Compactu, se podle mnohých kritiků dopustily větších či menších prohřešků.
Barrick Gold
Barrick Gold, kanadská hornická firma, která vstoupila do Global Compactu v roce 2005, čelila vyloučení z Novozélandského důchodového fondu kvůli porušení lidských práv a environmentálních přestupků, což je v protikladu s 10 principy. Stejně tak v Chile, dostala Barrick Gold pokutu 16 milionů dolarů za poškození vodných zdrojů.
Siemens
Projekt větrných farem německé společnosti se setkal s velkou kontroverzí, jelikož místo jeho vybudování stojí v severní Sahaře, které je okupované Marokem. Siemens je kritizovaný kvůli vynechání saharských domorodců z dialogu, což je přímým porušením mezinárodního práva. Jelikož jsou větrné farmy na okupovaném území Maroka, podporuje to legitimaci nelegálního okupování.
HP
Americká IT společnost byla odsouzená za podplácení ruských úřadů a dostala pokutu 58 miliónů dolarů. HP je členem Global Compactu od 28.8.2002.
Petrochina
ABP, největší holandský penzijní fond, vyloučil společnost Petrochina ze svých zájmů, kvůli neplnění 10 principů Global Compactu. Petrochina byla kritizovaná za podnikání ve válkou zničeném Súdánu, což je v rozporu se stanovami Global Compactu.
Shell
Shell dostal pokutu 18 miliónů dolarů za porušování lidských práv v Nigérii. Nepodnikla žádné zlepšení a na svou obhajobu uvedla, že pokuta je vykonstruovaná.
Edelman
Největší PR firma na světě, Edelman, byla 1. března 2011 vyloučená z Global Compactu kvůli nepředložení výkazu o postupu. V Edelmaně si rok nevšimli, že mají odeslat výkaz. Po vyřešení problému byla firma Edelman následující den znovu přijatá.
Global Compact v České republice
V České republice Global Compact působí od roku 2015. Hostitelskou organizací Národní sítě Global Compact Česká republika (Global Compact Network Czech Republic) je Asociace společenské odpovědnosti.